# Cuco-malgaxe
Cuco-malgaxe ou cuco-de-madagáscar (Cuculus rochii) é uma espécie de cucos da família Cuculidae.
Pode ser encontrada nos seguintes países: Burundi, República Democrática do Congo, Madagáscar, Malawi, Ruanda, África do Sul, Uganda e Zâmbia.